# ریوییر-اوا، کبک
ریوییر-اوا (به فرانسوی: Rivière-Héva) شهری در منطقه شهری لا وله-دو-لور ناحیه آبیتیبی-تمیسکامنگ در استان کبک کانادا است. در سرشماری سال ۲۰۱۱ این شهر ۱٬۲۰۸ نفر جمعیت داشته‌است و مساحت آن ۱۹۳ کیلومتر مربع است.